# Julia Roth
Julia Roth (30 marzo 1993) è un'ex sciatrice alpina canadese.

## Biografia
Julia Roth ha fatto il suo esordio in gare valide ai fini del punteggio FIS il 13 dicembre 2008, in uno slalom speciale a Val-St.-Come, non riuscendo a concludere la seconda manche. Un anno dopo ha debuttato in Nor-Am Cup partecipando alla discesa libera di Lake Louise e classificandosi 6ª.
Il 14 febbraio 2011 ha conquistato il primo podio in Nor-Am Cup, arrivando 2ª nella discesa libera di Aspen, e il 4 dicembre successivo ha esordito in Coppa del Mondo, a Lake Louise, senza concludere la prova. Si è ritirata nel 2014; la sua ultima gara in Coppa del Mondo è stata la discesa libera di Cortina d'Ampezzo del 24 gennaio (44ª), il suo ultimo podio in Nor-Am Cup il 3º posto nella supercombinata di Mont-Sainte-Anne del 15 febbraio e la sua ultima gara in carriera lo slalom speciale FIS disputato a Mont-Saint-Louis il 30 dicembre, chiuso dalla Roth al 4º posto. In carriera non ha preso parte né a rassegne olimpiche né iridate.

## Palmarès

### Nor-Am Cup
- Miglior piazzamento in classifica generale: 6ª nel 2014
- 10 podi:
  - 5 secondi posti
  - 5 terzi posti

### Campionati canadesi
- 2 medaglie[1]:
  - 2 bronzi (discesa libera, supergigante nel 2013)